# 심정용

## 클럽 경력
심정용은 강릉문성고를 졸업한 후 강릉시민축구단에 입단하여, 2025 시즌부터 K3리그 무대에서 활동하고 있다. 강한 대인 수비와 제공권 장악 능력을 기반으로 주전 센터백 자리를 꿰찼다.

## 유소년 경력
강릉문성고 시절 강원도 고등리그에서 활약하며 수비상을 수상한 경력이 있다.

## 플레이 스타일
센터백으로서 공중볼 처리와 수비라인 리딩에 능하며, 수비 집중력이 뛰어난 선수로 평가받는다. 멀티 포지션이 가능해 필요 시 측면 수비수로도 기용된다.